# La Joyosa
La Joyosa è un comune spagnolo di 430 abitanti situato nella comunità autonoma dell'Aragona.